# Banco Saya de Malha
O Banco Saya de Malha (também chamado Banco Sahia de Malha, Português moderno: Saia de Malha) é o maior banco submerso do mundo, parte do vasto planalto submarino Mascareno. Está localizado a nordeste de Madagascar, sudeste das Seychelles e a Ilha de Maurício, e atualmente cai em águas internacionais.

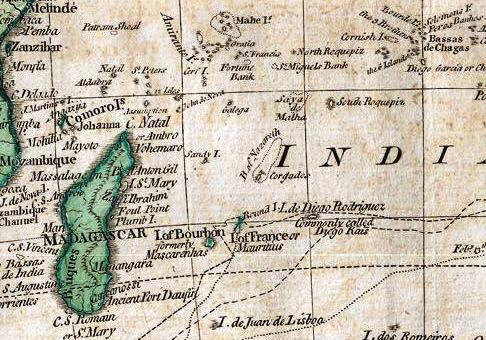
A Saya de Malha e o Banco Nazareth em um mapa de 1794

## Geografia
O banco cobre uma área de 40.808 km2 (15.756 sq mi), e é composto por duas estruturas separadas, o menor North Bank (também chamado Ritchie Bank) e o enorme South Bank.
O Banco Saya de Malha consiste em uma série de baixios estreitos, com profundidades de 17 a 29 m (56 a 95 pés) na borda. Eles estão dispostos de forma semicircular, em torno de um espaço, a antiga lagoa, com cerca de 73 m (240 pés) de profundidade, que se inclina para sudeste. Algumas áreas do banco são rasas, a menos de 10 m (33 pés) abaixo da superfície.
As margens estão cobertas de ervas marinhas intercaladas com pequenos recifes de coral. Devido à sua localização remota, o banco está entre as ecorregiões marinhas rasas menos estudadas do planeta. As margens são um terreno fértil para baleias jubarte e baleias azuis.

## História
O banco recebeu o nome de exploradores portugueses há 500 anos, que o encontraram na viagem entre o Cabo da Boa Esperança e a Índia. Depois de atravessar quilômetros do azul profundo do Oceano Índico, eles se viram navegando acima de uma área rasa da margem, coberta de ervas marinhas verdes ondulantes.
A primeira pesquisa científica do banco foi realizada pelo capitão Robert Moresby da Marinha Real em 1838. Moresby pesquisou anteriormente as Laccadives, o Mar Vermelho, as Maldivas e os bancos de Chagos.

### Projeto Ilha Artificial
O Banco Saya de Malha é o local de uma tentativa de criação de uma ilha artificial do Prof. Wolf Hilbertz (1938-2007) e do Dr. Thomas J. Goreau.
Hilbertz e Goreau fizeram duas expedições ao banco em 1997 e 2002 
Maurício reivindica parte do Banco Saya de Malha como parte de sua zona econômica exclusiva. 